# Phytoecia scutellata
Phytoecia scutellata es una especie de escarabajo longicornio del género Phytoecia, subfamilia Lamiinae. Fue descrita científicamente por Fabricius en 1793.
Se distribuye por Eslovaquia, Armenia, Chequia, Serbia, Rusia, Yugoslavia, Rumania, Austria, Hungría, Crimea e Irán. Posee una longitud corporal de 7-16 milímetros. El período de vuelo de esta especie ocurre en los meses de marzo, abril, mayo, junio y julio.
Parte de su alimentación se compone de plantas de las familias Ranunculaceae, Apiaceae y Resedaceae.

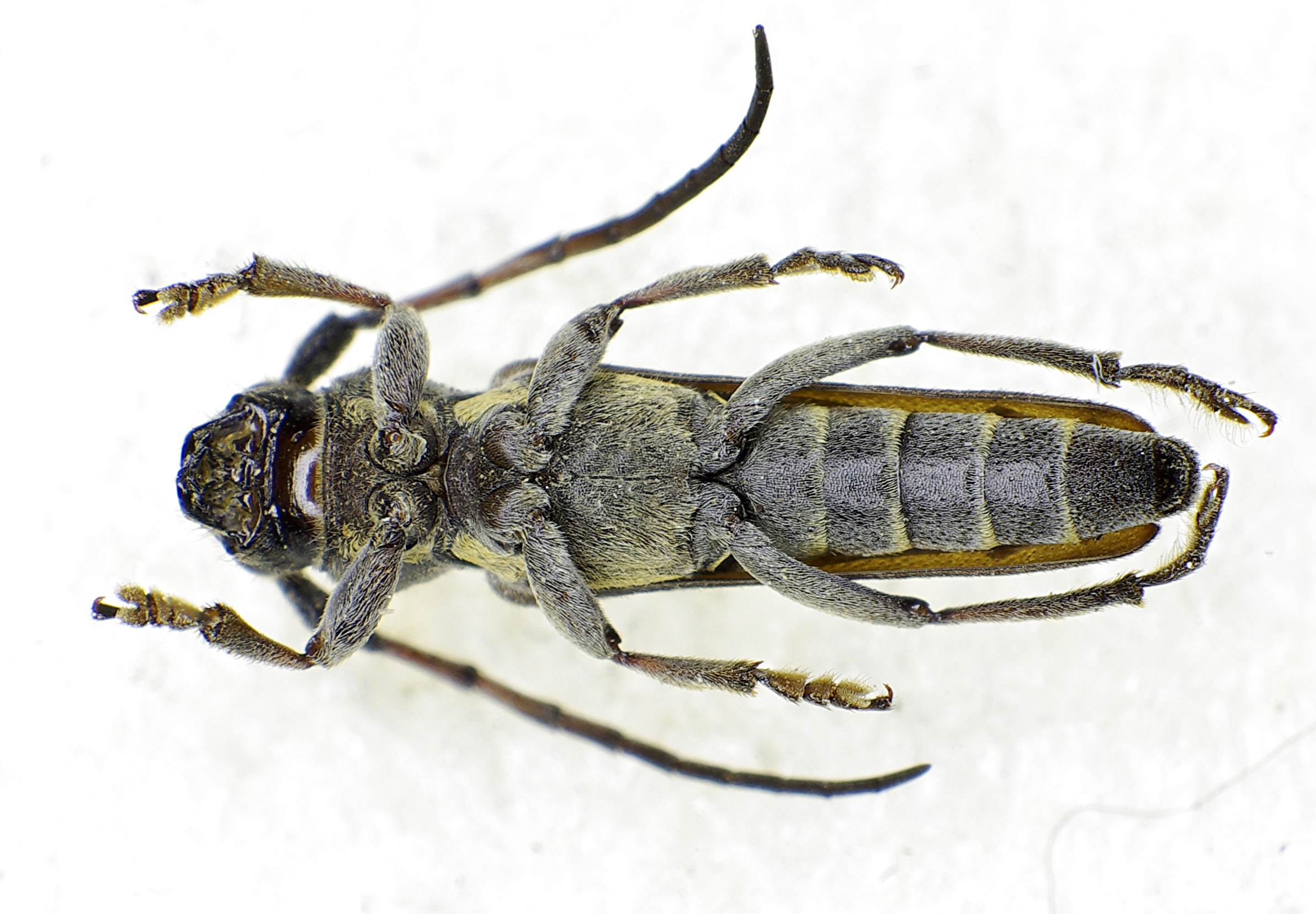
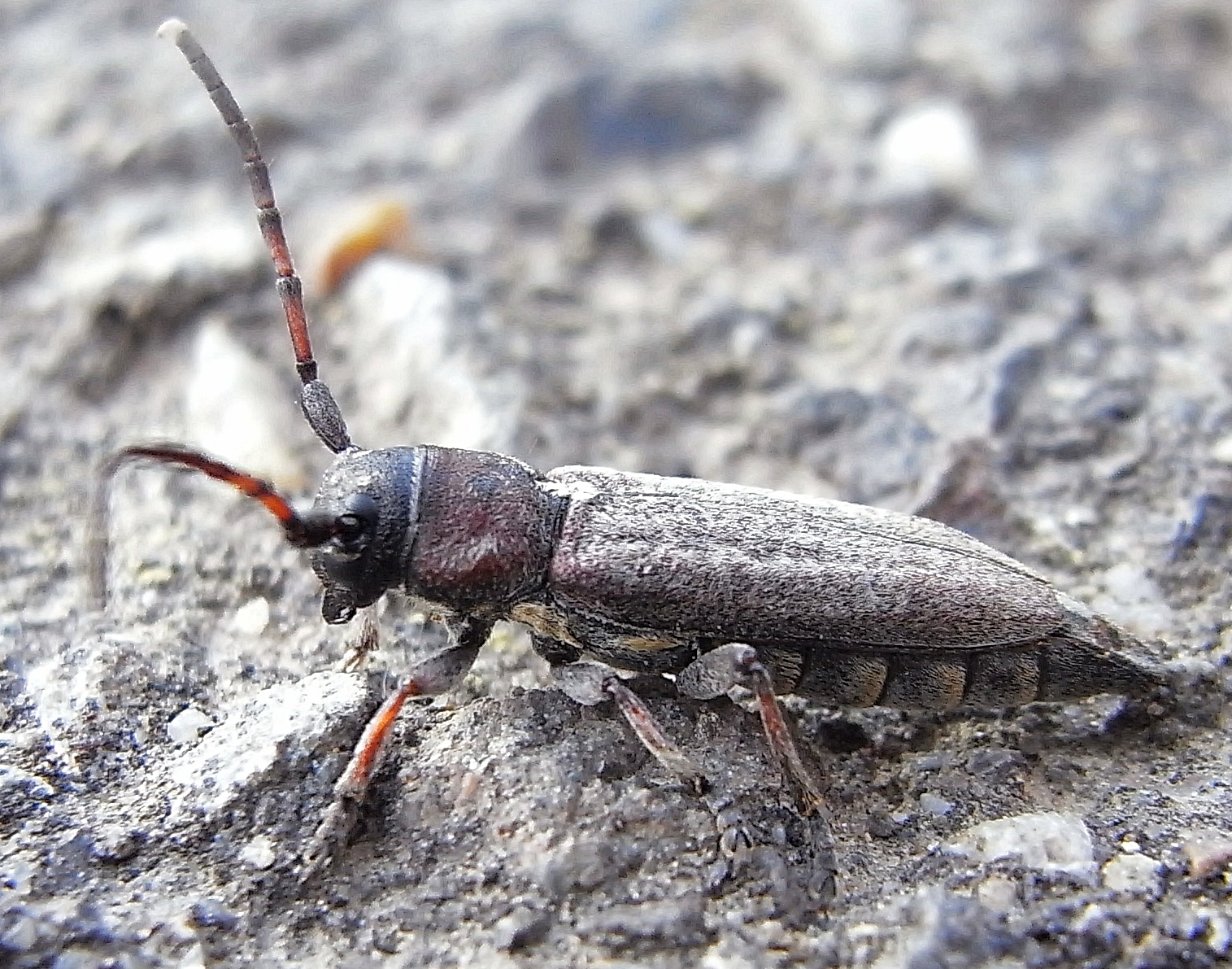
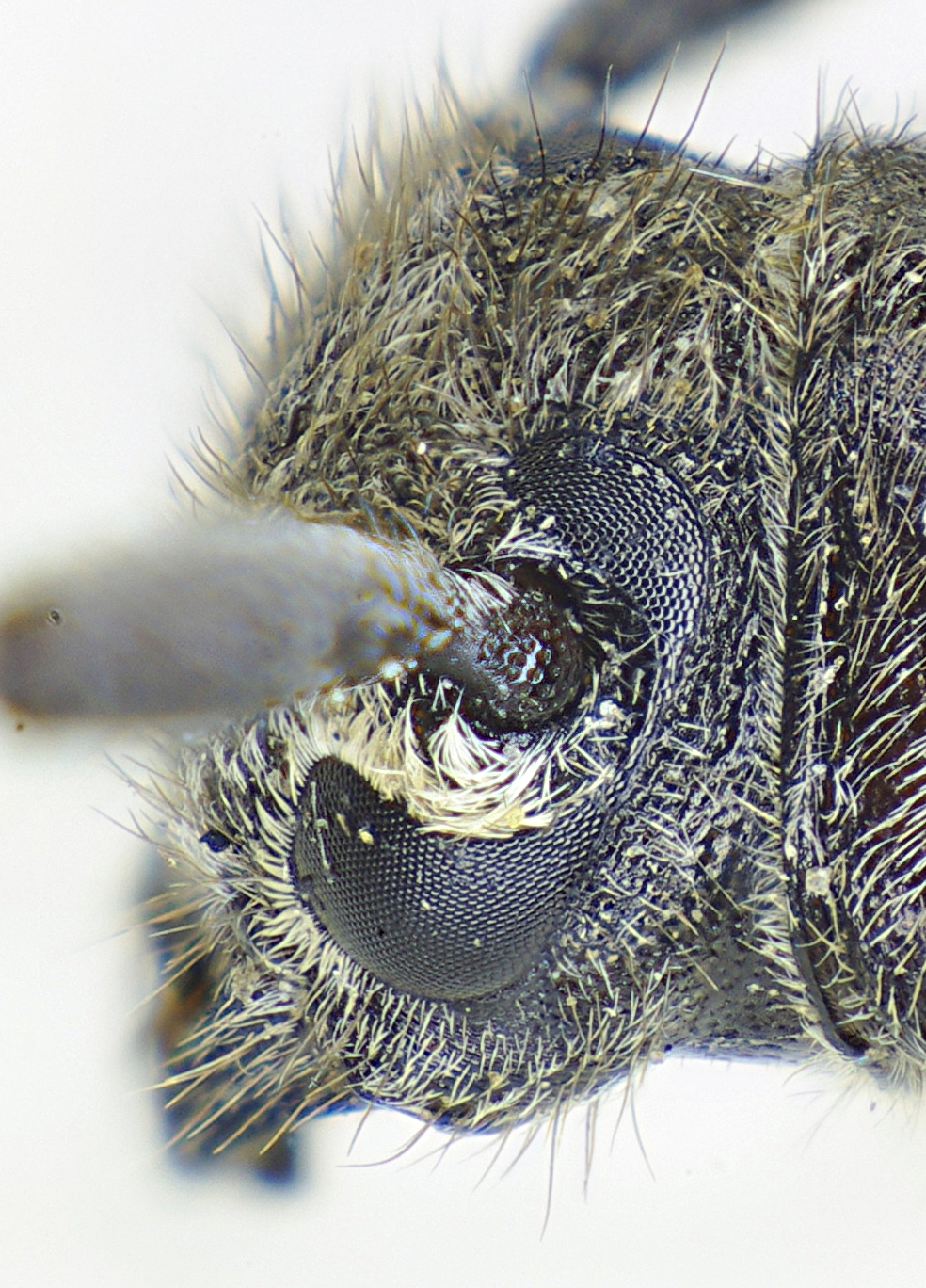